# Tucker (Georgia)
Tucker ist eine Stadt im DeKalb County des US-Bundesstaates Georgia. Sie hat 37.005 Einwohner (Stand: Volkszählung 2020) und ist Teil der Metropolregion Atlanta.

## Geschichte
Das Gebiet wurde ursprünglich in den 1820er Jahren besiedelt und entwickelte sich ab 1892 zu einer Eisenbahngemeinde. Nach dem Zweiten Weltkrieg begann in Tucker ein stetiger Wandel von einer landwirtschaftlichen Gemeinde zu einem gemischten Industrie-, Einzelhandels- und Wohngebiet und lockte viele afroamerikanische Migranten an. In einem Referendum im November 2015 stimmten die Bewohner mit einem Verhältnis von 3:1 (73,94 %) für die Gründung von Tucker als eine eigene Stadt. Im März 2016 wählten die Einwohner von Tucker den ersten Bürgermeister und den Stadtrat der Stadt.

## Demografie
Nach der Volkszählung von 2020 leben in Tucker 37.005 Menschen. Die Bevölkerung teilte sich im selben Jahr auf in 40,2 % Weiße, 36,2 % Afroamerikaner, 0,5 % amerikanische Ureinwohner, 8,3 % Asiaten, 7,4 % Andere und 7,3 % mit zwei oder mehr Ethnizitäten. Hispanics oder Latinos aller Ethnien machten 12,5 % der Bevölkerung aus. Das mittlere Haushaltseinkommen lag 2019 bei 70.522 US-Dollar und die Armutsquote bei 10,0 %.

## Söhne und Töchter der Stadt
- A. J. Bouye (* 1991), American-Football-Spieler
- Seantavius Jones (* 1992), American-Football-Spieler